# Vallée du Ruisseau de Saint-Jean
Vallée du Ruisseau de Saint-Jean este o arie protejată (arie specială de conservare — SAC, sit de importanță comunitară — SCI, arie de protecție specială avifaunistică — SPA) din Belgia întinsă pe o suprafață de 451,3 ha, integral pe uscat.

## Localizare
Centrul sitului Vallée du Ruisseau de Saint-Jean este situat la coordonatele 49°56′21″N 4°52′32″E / 49.939293°N 4.875482°E.

## Înființare
Situl Vallée du Ruisseau de Saint-Jean a fost declarat arie de protecție specială avifaunistică în ianuarie 2014 pentru a proteja 8 specii de animale. Alte tipuri de protecție:
- sit de importanță comunitară (în octombrie 2002)
- arie specială de conservare (în ianuarie 2014)[1][3][4]

## Biodiversitate
Situată în ecoregiunea continentală, aria protejată conține 8 habitate naturale: Ape stătătoare oligotrofe până la mezotrofe, cu vegetație de Littorelletea uniflorae și/sau de Isoëto-Nanojuncetea, Lacuri eutrofice naturale cu vegetație de tip Magnopotamion sau Hydrocharition, Cursuri de apă de la nivel de câmpie la nivel montan, cu vegetație Ranunculion fluitantis și Callitricho-Batrachion, Păduri de fag Luzulo-Fagetum, Păduri de stejar sau de stejar și carpen sub-atlantice și medio-europene de Carpinion betuli, Păduri acidofile de stejar bătrân cu Quercus robur pe câmpii nisipoase, Mlaștini împădurite, Păduri aluvionare cu Alnus glutinosa și Fraxinus excelsior (Alno-Padion, Alnion incanae, Salicion albae).
La baza desemnării sitului se află mai multe specii protejate:
- păsări (4): cocoșul de mesteacăn (Bonasa bonasia), barză neagră (Ciconia nigra), ciocănitoarea de stejar (Dendrocopos medius), ciocănitoare neagră (Dryocopus martius)
- mamifere (4): liliac cu urechi mari (Myotis bechsteinii), liliac cărămiziu (Myotis emarginatus), liliac comun (Myotis myotis), liliacul mare cu potcoavă (Rhinolophus ferrumequinum)

Pe lângă speciile protejate, pe teritoriul sitului au mai fost identificate 1 specie de plante, 3 specii de mamifere.